# Беннетт, Чарльз (физик)
Чарльз Беннетт (англ. Charles Henry Bennett; 1943, Нью-Йорк) — американский физик-теоретик, информатик, один из создателей теории квантового многочастичного взаимодействия, BB84, Bennett acceptance ratio метода. Известен своими основополагающими результатами в квантовой теории информации, квантовой информатике, в том числе по квантовой криптографии. 
Член Национальной академии наук США (1997).
Лауреат премий Харви, Ранка, Окава и Шеннона, а также премии Вольфа по физике (2018). Thomson Reuters Citation Laureate (2012).

## Биография
Родители Чарльза, Энн и Бойд Беннетты были учителями музыки.
В 1960 году окончил школу в Нью-Йорке (Кротон-Хармонская Высшая Школа) и поступил в Брандейский университет в Уолтеме, где обучался химии и в 1964 получил степень бакалавра наук по ней. В том же 1964 году поступил в Гарвардский университет и начал заниматься исследованиями по молекулярной динамике под руководством Дэвида Тернбулла и Берни Олдера. В 1971 он получил степень доктора наук за компьютерную симуляцию молекулярного движения. Затем Беннетт продолжил исследования уже под руководством Энисура Рахмана в Аргоннской национальной лаборатории и занимался ими ещё год.
В 1972 Чарльз Беннетт пришёл в IBM Research. В это же самое время другой физик — Рольф Ландауэр занимался в IBM Research задачами связанными с теоретической информатикой. Это оказало глубокое влияние на Беннетта, будущего основоположника квантовой информатики, и сформировались его интересы связанные с физикой и информатикой.
В 1973 Чарльз Беннетт опубликовал статью о логической обратимости вычислений, в которой, опираясь на работы Рольфа Ландауэра, показал что вычисления могут производиться обратимым путём. Он, в какой-то мере, предугадал главную идею квантовых компьютеров — обратимость вычислений.
В 1982 Чарльз Беннетт, опираясь на теорию информации, предложил ещё одну интерпретацию Демона Максвелла, которая показывает, что конечный объём памяти обязательно приведёт к уничтожению информации, что в свою очередь является термодинамически необратимым процессом. Он также предложил алгоритм вычисления разности свободных энергий двух систем, который получил название Bennett acceptance ratio метод.
С 1983 по 1985 Чарльз Беннетт читал лекции по криптографии и вычислительной физике в Бостонском университете.

### Деятельность
Квантовая криптография
В 1984 Чарльз Беннетт, совместно с Жилем Брассаром из Монреальского университета, предложил первый квантовый протокол шифрования информации BB84, основанный на принципе неопределённости Гейзенберга. В то время как большинство традиционных методов основаны на вычислительной сложности алгоритмов, например, факторизация. Беннетт предложил отправить по одному, случайно поляризованному, фотону каждому из собеседников. Таким образом можно установить защищённое соединение между собеседниками без начальной секретной информации. Впоследствии, вместе с Джоном Смолином, создал первый квантовый генератор ключей. После этого началось бурное развитие квантовой криптографии с использованием оптоволокна и в свободном пространстве.
Алгоритмическая теория информации
Параллельно с исследованиями по квантовой криптографии Чарльз Беннетт внёс вклад в развитие алгоритмической теории информации. Он ввёл другое определение меры внутренней сложности физического состояния (логическая сложность), отличное от определения меры сложности по Колмогорову.
Квантовое сверхплотное кодирование
В начале 1990-х Чарльз Беннетт заинтересовался необычными взаимосвязями квантовых состояний, открытыми в 1930-х годах Эйнштейном, Подольским, Розеном и Шрёдингером, которые называются квантовой запутанностью. В 1992, совместно с Стивеном Вайзнером, Беннетт опубликовал статью, которая произвела революционные изменения в теории коммуникации. В статье говорилось о том, что с помощью одного квантового бита (например фотона с двумя поляризациями) благодаря паре «запутанных» квантовых частиц становится возможным отправить два бита информации. Это позволяет обойти границу Холево, согласно которой один квантовый бит может передать только один бит информации. Явление получило название квантового сверхплотного кодирования.
Квантовая телепортация
В этом же году в Монреале проходил семинар Уильяма Вуттерса. На нём горячо обсуждались проблемы связанные с оптимальной передачей квантового состояния между двумя лабораториями, находящимися далеко друг от друга. В дискуссии принимали участие Эшер Перес, Ричард Джозе, Клод Крепье и Жиль Брассар. Перес упомянул, что по случаю своего 50-летия Беннетт задал фундаментальный вопрос: «Что произойдёт если мы дадим каждой лаборатории по одной частице из пары запутанных?». Эта идея послужила основой для открытия явления квантовой телепортации.
В 1993 году опубликовали статью в Physical Review Letters под названием «Teleporting an Unknown Quantum State via Dual Classical and Einstein-Podolsky-Rosen Channels», которую написали участники дискуссии в Монреале. В статье учёные показали, что, имея в каждой из лабораторий пару запутанных частиц, а также возможность обменяться двумя битами информации, можно передать квантовую информацию от первой частицы ко второй, которая находится в удалённой лаборатории. Квантовая информация стирается с первой частицы и затем восстанавливается на второй благодаря их запутанности. Несколько лет спустя и квантовое сверхплотное кодирование, и квантовая телепортация были проверены экспериментально. Эксперименты были проведены командой Антона Цайлингера.

### Дальнейшие работы
В 1995-97 годах Чарльз Беннетт и его команда создали квантовую теорию запутанности и предложили несколько различных техник для стойкой передачи классической и квантовой информации по каналу с помехами. В результате, вместе с открытием квантовой телепортации и квантового сверхплотного кодирования учёный сделал огромный вклад в теорию квантовой коммуникации и квантовых вычислений. В частности, протокол, основанный на явлении квантовой запутанности и разработанный Беннеттом и его коллегами вдохновил команду учёных из Гданьска. А именно, в 1996 в Гданьске был открыт так называемый предел запутанности. Это породило интерес у других учёных, что привело, среди прочего, к открытию так называемого эффекта блокирования информации а также созданию основы для построения теории квантового многочастичного взаимодействия.
Чарльз Беннетт внёс огромный вклад в теорию квантового канала. В частности, его статья про связь между пропускной способностью квантового канала за счёт явления запутанности и обратной теоремой Шеннона, ставшей основной в этом направлении науки.
Достижения Чарльза Беннетта сформировали фундамент для нового направления науки — квантовой теории информации. Они помогли быстрому развитию экспериментальных техник по преобразованию и управлению квантовыми системами, то есть квантовых технологий, а также внесли революционные изменения в основу квантового описания природы. IBM Fellow (1995) и член Американского физического общества. Чарльз Беннетт является автором и соавтором статей, которые на данный момент цитировались уже более чем 28,3 тыс. раз, включая 10 статей, цитируемых уже более 1000 раз. Его работа по квантовой телепортации цитировалась уже более 7000 раз.
Женат, трое взрослых детей. Увлекается фотографией и музыкой.

## Награды и отличия
- International Quantum Communication Award (1996)[11]
- Премия Ранка (2006)[12]
- Почётный доктор Гданьского университета (2006)[5]
- Премия Харви (2008)[13]
- Премия Окава (2010)
- Thomson Reuters Citation Laureate по физике (2012)[14]
- Медаль Дирака (2017)
- BBVA Foundation Frontiers of Knowledge Award (2019)
- Премия Шеннона (2020)
- Премия по фундаментальной физике (2023)